# Virbia
Virbia is een geslacht van vlinders van de familie spinneruilen (Erebidae).

## Soorten
- V. affinis Rothschild, 1910
- V. ampla Walker, 1865
- V. birchi Druce, 1911
- V. brevilinea Walker, 1854
- V. catama Dyar, 1913
- V. divisa Walker, 1854
- V. dotata Walker, 1865
- V. elisca Dyar, 1913
- V. endomelaena Dognin, 1914
- V. endophaea Dognin, 1910
- V. epione Druce, 1911
- V. fasciata Rothschild, 1910
- V. flavifurca Hampson, 1916
- V. flemmingi Rothschild, 1910
- V. fluminea Schaus, 1912
- V. hypophaea Hampson, 1901
- V. lehmanni Rothschild, 1910
- V. luteilinea Walker, 1854
- V. medarda Stoll, 1781
- V. mentiens Walker, 1854
- V. minuta Felder, 1874
- V. orola Dyar, 1914
- V. ovata Rothschild, 1910
- V. palmeri Druce, 1911
- V. parva Schaus, 1892
- V. phalangia Hampson, 1920

- V. porioni de Toulgoët, 1983
- V. punctata Druce, 1911
- V. rosenbergi Rothschild, 1910
- V. rotundata Schaus, 1904
- V. sanguicollis Hampson, 1901
- V. satara Seitz, 1919
- V. schadei Jörgensen, 1935
- V. strigata Rothschild, 1910
- V. subapicalis Walker, 1854
- V. thersites Druce, 1885
- V. underwoodi Druce, 1911
- V. varians Schaus, 1892
- V. xanthopleura Hampson, 1898
- V. zonata Felder, 1874